# 岩手県立岩泉高等学校
岩手県立岩泉高等学校（いわてけんりつ いわいずみこうとうがっこう）は、岩手県下閉伊郡岩泉町にある公立の高等学校。略称は泉高。

## 概要
6月に体育祭、10月に文化祭（泉高祭）。修学旅行は2年生の12月。
教育課程は2年に上がるときに分かれ、就職コース、専門学校進学コース、大学進学コースになる。大学進学コースは3年へ上がるときに文系･理系を分離する。
この学校には鉄筋ブロック2階建ての寮設備があり、秀峰寮と呼ばれている。男子20名、女子18名収容可。当校から直線距離で200メートルほどの場所にある。

## 沿革
- 1943年（昭和18年）
  - 3月31日 - 岩泉町立農業学校としての設置を認可[1]。
  - 4月29日 - 開校[2][3]。
- 1944年（昭和19年）12月1日 - 寄宿舎を設置[1]。
- 1945年（昭和20年）4月1日 - 設置者を岩手県へ移管し、「岩手県立岩泉農業学校」に改称[1][3]。
- 1948年（昭和23年）
  - 4月1日 - 学制改革に伴い、「岩手県立岩泉農業高等学校」に改称[1]。小川村に夜間定時制農業科の「岩手県立岩泉農業高等学校小川分校」を開設[1][4][5]。
  - 5月1日 - 田野畑村の村立田野畑中学校に、夜間定時制農業科の「岩手県立岩泉農業高等学校田野畑分校」を開設[1][4][6]。
- 1949年（昭和24年）4月1日 - 「岩手県立岩泉高等学校」に改称。校章を制定[1]。全日制課程と定時制課程の普通科をそれぞれ開設[4]。
- 1953年（昭和28年） - 小本村に定時制課程の「岩手県立岩泉高等学校小本分室」を開設[4]。開校10周年記念として校歌（作詞：小田島孤舟、作曲：下総皖一）[7]を制定[1]。
- 1956年（昭和31年） - 小本分室が小本分校に昇格[4]。
- 1958年（昭和33年） - 定時制課程普通科を廃止[4]。
- 1963年（昭和38年）4月1日 - 家政科を開設[8]。
- 1976年（昭和51年）4月1日 - 農業科を募集停止[8]。小本分校を統合。小川分校の定時制課程を廃止し、全日制課程の「小川分室」を開設[4]。
- 1977年（昭和52年） - 全日制課程の小川分室が、小川分校に昇格[4]。
- 1981年（昭和56年）4月1日 - 家政科を募集停止[8]。
- 1985年（昭和60年）11月16日 - 新校舎落成記念式典を挙行[1]。
- 1997年（平成9年）3月14日 - 秀峰セミナー会館を落成[1]。
- 2003年（平成15年）4月1日 - 岩手県立岩泉高等学校小川校を統合[5]。
- 2004年（平成16年）4月1日 - 普通科1学級分を削減[8]。
- 2005年（平成17年）4月1日 - 普通科1学級分を臨時増設[8]。
- 2012年（平成24年）4月1日 - 岩手県立岩泉高等学校田野畑校を統合[6]。
- 2013年（平成25年）3月28日 - 多目的室内練習場（i-spoジム）を落成[1]。
- 2018年（平成30年）11月30日 - 特別教室棟の耐震補強工事を実施[1]。
- 2020年（令和2年）5月24日 - 給食の提供開始[1]。

## 学科
- 全日制課程
  - 普通科 - 1949年の開設[4]で、定員は80人[2]。

### 廃止学科
| 課程       | 学科   | 設置年 | 廃止年 | 出典  |
| ---------- | ------ | ------ | ------ | ----- |
| 全日制課程 | 家政科 | 1963年 | 1983年 | [ 8 ] |
| 全日制課程 | 農業科 | 不明   | 1978年 | [ 8 ] |
| 定時制課程 | 普通科 | 1949年 | 1958年 | [ 4 ] |

## 教育方針
「知育、徳育、体育の調和」
- 真理の探究
- 心身の練磨
- 人格の陶冶
- 個性の伸長
- 勤労の尊重

## 部活動

### 運動部
計8部が活動している。そのうち、バレーボール部とバスケットボール部は女子のみ。
- 硬式野球部
- 陸上競技部
- サッカー部
- ボクシング部

- ソフトテニス部
- 弓道部
- バレーボール部（女子）
- バスケットボール部（女子）

### 文化部
計3部が活動している。
- 総合文化部 - 美術部門と家庭研究部門がある。
- 吹奏楽部
- 郷土芸能同好会

## アクセス
小本川と清水川の合流点、岩泉町役場の向かい。岩泉町民バス・東日本交通「岩泉高校前」バス停が校門前にある。
かつては岩泉線岩泉駅が最寄りの鉄道駅であったが、2010年（平成22年）以降は災害で不通（バス代行）となり、2014年（平成26年）3月限りで廃止となった。